# Une femme de cran (Jack London)
Une femme de cran (titre original : Grit of Women) est une nouvelle américaine de Jack London publiée aux États-Unis en 1901.

## Historique
La nouvelle est publiée initialement dans le McClure's Magazine en août 1900, avant d'être reprise dans le recueil Le Dieu de ses pères en mai 1901.

Dans cette nouvelle, on retrouve Sitka Charley, personnage principal de La Sagesse de la piste.

## Résumé
En Alaska, Sitka Charley avait acheté une femme de la tribu des Chilkats. Cette domestique, Passuk, « devait nourrir ses chiens et manier la pagaie avec lui ».

Partis de Forty Mile, Passuk, Long Jeff, un Yankee, et Sitka Charley doivent aller chercher du secours à la mission Haines, au bord de la mer, à sept cents miles de là. Passuk et Long Jeff mourront au cours de l'expédition. Mais pour Sitka Charley, « La femme était petite, mais son cœur était plus grand que le cœur de bœuf de l'homme et elle avait un sacré cran ! ».

## Éditions

### Éditions en anglais
- Grit of Women, dans le McClure's Magazine, août 1900.
- Grit of Women, dans le recueil The God of his Fathers & Other Stories, New York ,McClure, Phillips & Co., 1901

### Traductions en français
- L’Abnégation des Femmes, traduit par Louis Postif, in En pays lointain, recueil, Crès, 1926.
- Le Dévouement de Passuk, traduit par Louis Postif, in La Femme d’un roi, recueil, 1960.
- Passuk, traduit par Louis Postif, in 15 histoires d’indiens, anthologie, Paris, Gautier-Languereau, coll. « série 15 », 1971.
- Une femme de cran, traduit par François Specq, Gallimard, 2016[2].

## Sources
- « Bibliographie de Jack London », sur jack-london.fr (consulté le 2 juin 2024)